# Gerrit Berveling
Gerrit Berveling (Vlaardingen, 1 april 1944) is een Nederlandse filoloog, predikant, vertaler en esperantist.

## Biografie
Als 13-jarige ging hij van huis weg met de wens om rooms-katholiek priester te worden. Op het seminarie Hageveld kreeg hij een gymnasiale opvoeding. In de vijfde klas las hij de hele Bijbel en dat veranderde zijn leven. Hij verliet het seminarie en de Rooms-Katholieke Kerk en werd filoloog en docent in het middelbaar onderwijs. Zijn theologische thuis vond hij uiteindelijk in de vrijzinnige remonstrantse kerk, waar hij na zijn studie theologie predikant werd. Hij hield zich veel bezig met Bijbelse teksten maar beschouwde die niet als "Het Woord van God", omdat de individuele Bijbelse auteurs hun voorgangers bleven verbeteren en elke religie en kerk (Samaritaans, joods, rooms-katholiek, Grieks-Orthodox, Russisch-Orthodox enz.) zijn eigen Bijbel vormt uit verschillende Bijbelse teksten en boeken.

### Esperanto
Hij is redacteur van de rubriek Spirita vivo (Geestelijk leven) in het tijdschrift Monato en redacteur van het literair tijdschrift Fonto. Daarnaast is hij lid van de Akademio de Esperanto.
Hij schreef in veel genres (poëzie, proza, essays) en vertaalde vele werken uit verschillende talen. Hij preekt zo nu en dan tijdens internationale oecumenische Esperantobijeenkomsten. Voor zijn vertaling van Antologio Latina kreeg hij in 2003 de OSIEK-prijs.
Zijn vrouw Madzy van der Kooij (socioloog en ICT-specialiste) bracht hem in contact met het Esperanto.